# Racing Football Club Union Luxemburg
El Racing Football Club Union Luxemburg (en luxemburguès: Racing Football Club Union Lëtzebuerg), sovint anomenat Racing FC o Racing FC Union, és un club de futbol luxemburguès de la ciutat de Luxemburg.

## Història
El club nasqué el 12 de maig de 2005 com a resultat de la fusió de tres clubs de la ciutat de Luxemburg, el CA Spora Luxemburg, el Union Luxemburg, i el CS Alliance 01.
Aquests clubs ja havien estat resultat de diverses fusions:
- CA Spora Luxemburg va ser fundat el 1923 com a fusió de Racing Club Luxemburg i Sporting Club Luxemburg.
- Union Luxemburg va ser fundat el 1925 com a fusió de US Hollerich Bonnevoie i Jeunesse Sportive Verlorenkost.
- CS Alliance 01 va ser fundat el 2001 com a fusió de FC Aris Bonnevoie i CS Hollerich.

## Palmarès
- Lliga luxemburguesa de futbol:[1]
  - Finalista: 2007–08
- Copa luxemburguesa de futbol:[2]
  - 2017–18, 2021–22